# Minoksydyl
Minoksydyl (łac. minoxidilum) – organiczny związek chemiczny, pochodna dihydralazyny będąca lekiem o działaniu hipotensyjnym oraz stymulującym mieszki włosowe.
Minoksydyl stosowany był w ciężkich przypadkach nadciśnienia tętniczego. Podawany doustnie wpływa bezpośrednio na mięśnie gładkie naczyń krwionośnych, powodując ich rozszerzenie, aktywuje kanały potasowe zależne od ATP i osłabia działanie podnoszących ciśnienie amin katecholowych. Wywołuje przy tym wyraźnie przyspieszenie akcji serca, nasila objawy choroby wieńcowej. Pojawienie się skutecznych leków pozbawionych tego niekorzystnego działania (inhibitorów konwertazy angiotensyny, antagonistów receptora angiotensyny II, antagonistów kanału wapniowego) spowodowało praktyczne wycofanie minoksydylu z terapii nadciśnienia tętniczego. 
Stosowany zewnętrznie działa stymulująco na mieszki włosowe (między innymi odwraca proces ich miniaturyzacji w łysieniu typu męskiego). Efekt terapeutyczny w postaci odrastających włosów występuje po 4–6 miesiącach kuracji, zahamowanie wypadania włosów już po 2 miesiącach.

## Wskazania
Łysienie typu męskiego u mężczyzn oraz u kobiet. Największa skuteczność we wczesnych fazach procesu łysienia. Zaprzestanie kuracji może spowodować cofnięcie się efektu leczniczego w ciągu kilku miesięcy.
Uzupełniająco stosowany w niektórych przypadkach nadciśnienia tętniczego.

## Działania niepożądane
W miejscu aplikacji: zaczerwienienie, swędzenie, suchość i łuszczenie się skóry, czasem odbarwianie bądź wypadanie włosów, zapalenie mieszków włosowych, reakcje alergiczne (kontaktowe zapalenie skóry, pokrzywka, rumień, nieżyt nosa, obrzęk twarzy). Przyjęty doustnie może spowodować spadek ciśnienia i przyczynić się do niedokrwienia serca (nasilenie objawów choroby wieńcowej) – po przypadkowym spożyciu należy skontaktować się z lekarzem.
Minoksydyl jest substancją szkodliwą dla psów i kotów. Podczas stosowania zewnętrznego preparatów zawierających ten związek należy unikać kontaktu ze zwierzętami domowymi, a resztki preparatu zabezpieczyć przed dostępem zwierząt.

## Preparaty
W Polsce preparaty zawierające minoksydyl dostępne są w postaci płynów i aerozoli do stosowania na skórę: Alocutan, Alocutan Forte, Alopexy, DX2LEK, Loxon, Loxon Max, Minovivax i Piloxidil (stan na styczeń 2022).